# Vương Hạo (nhà toán học)
Wang Hao (Vương Hạo, tiếng Trung: 王浩; bính âm: Wáng Hào; 20 tháng 5 năm 1921 - 13 tháng 5 năm 1995) là một nhà lôgic học, triết học, toán học người Mỹ gốc Trung Quốc.
Ông sinh ở Tế Nam, Sơn Đông, Trung Quốc. Sau khi có bằng cử nhân toán học năm 1943 tại Đại học Liên hợp Tây Nam và thạc sĩ triết học năm 1945 tại Đại học Thanh Hoa ông đến Mỹ để tiếp tục học cao hơn. Ông nghiên cứu lôgic tại Đại học Harvard và nhận bằng tiến sĩ năm 1948. Cũng trong năm đó ông được bổ nhiệm làm trợ tá giáo sư tại Harvard.
Đầu thập niên 1950, Wang nghiên cứu cùng Paul Bernays tại Zurich. Năm 1956, ông được bổ nhiệm làm phó giáo sư triết toán học của Đại học Oxford và năm 1961 ông giữ chức giáo sư lôgic toán và toán ứng dụng tại Đại học Harvard. Từ năm 1967 đến 1991, ông đứng đầu nhóm nghiên cứu lôgic tại Đại học Rockefeller, thành phố New York, với tư cách là giáo sư lôgic học. Năm 1972, Wang tham gia nhóm các nhà khoa học Mỹ gốc Trung Quốc do Chih-Kung Jen đứng đầu trong vai trò của đoàn đại biểu đầu tiên kiểu như vậy từ Hoa Kỳ tới Cộng hòa Nhân dân Trung Hoa.
Một trong những phát minh quan trọng nhất của Wang là chóp Wang. Ông đã chỉ ra rằng bất kì một máy Turing có thể chuyển thành tập các chóp Wang.